# Tatry Mountain Resorts
Tatry Mountain Resorts AS – słowacki operator usług turystycznych działający w Europie Środkowo-Wschodniej, największy dostawca usług turystycznych w tym regionie, notowany na Giełdzie Papierów Wartościowych w Warszawie, Praskiej Giełdzie Papierów Wartościowych i Giełdzie Papierów Wartościowych w Bratysławie (notowania Spółki są elementem tamtejszego indeksu SAX).

## Historia
W marcu 1992 roku została zawiązana spółka SKI Jasná a.s., poprzednik prawny Spółki. Jej nazwa w maju 2003 roku została zmieniona na Jasná Nízke Tatry a.s., a w lipcu 2009 roku na Tatry mountain resorts a.s., jednocześnie jej kapitał został zwiększony do 250 mln euro. Po kolejnych przejęciach w 2010 i 2011 roku, w październiku 2012 roku Spółka zadebiutowała na rynku podstawowym warszawskiej giełdy i na giełdzie w Pradze.

## Główne ośrodki TMR
Spółka jest operatorem:
- ośrodków narciarskich:
  - w Tatrach:
    - Tatrzańska Łomnica
    - Stary Smokowiec
    - Szczyrbskie Jezioro

  - w Niżnych Tatrach, Jasná:
    - Chopok północ (Chopok sever)
    - Chopok południe (Chopok juh)

  - w Karkonoszach:
    - Szpindlerowy Młyn

  - w Beskidzie Śląskim:
    - Szczyrk Mountain Resort
- aquaparków i parków tematycznych:
  - Tatralandia
  - Bešeňová
  - Legendia ŚWM
- hoteli:
  - w Tatrach:
    - Grandhotel Praha**** Tatranská Lomnica
    - Grandhotel**** Starý Smokovec
    - Hotel FIS***
    - Hotel Slovakia***

  - w Niżnych Tatrach:
    - Tri Studničky****
    - Wellness Hotel Grand Jasná****
    - Chalets Jasná de Luxe****
    - Hotel Srdiečko**
    - Hotel Liptov**
    - Ski&Fun Záhradky**
    - Kosodrevina Lodge.

## Aktywność TMR w Polsce
W latach 2011–2013 Spółka podejmowała zakończone niepowodzeniem działania zmierzające do zakupu Polskich Kolei Linowych.
7 marca 2014 roku Spółka ogłosiła zakup w dniu 5 marca 2014 roku 97% udziałów w spółce Szczyrkowski Ośrodek Narciarski SA (SON SA), będącej operatorem Ośrodka Narciarskiego Czyrna-Solisko w Szczyrku. TMR wybudowała w Szczyrku dwie wyprzęgane 6-osobowe koleje krzesełkowe oraz jedną 10-osobową kolej gondolową. Zbudowała również zbiornik wodny o pojemności 100 000 m³. 
Spółka jest 19% udziałowcem polskiej spółki Korona Ziemi Sp. z o.o., w ramach której prowadzi inwestycję pod nazwą Muzeum Górskie Korona Ziemi w Zawoi.